# لیک سیتی (میشیگان)
لیک سیتی، میشیگان (به انگلیسی: Lake City, Michigan) یک شهر در ایالات متحده آمریکا با جمعیت ۸۳۶ نفر است که در میشیگان واقع شده‌است.

## موقعیت جغرافیایی
موقعیت جغرافیایی شهرها و مناطق اطراف به شرح زیر است: